# 旭川市立永山南中学校
旭川市立永山南中学校（あさひかわしりつながやまみなみちゅうがっこう）は、北海道旭川市永山町5丁目に所在する公立中学校。
生徒491名（2024現在）

## 沿革
1980年8月に中学校新設促進期成会（仮称：旭川市立西中学校）を結成。12月に旭川市議会において採択可決された。1981年6月に永山中学校分教場として校舎建築に着工。9月、開設事務所を永山中学校に設置された。12月に旭川市議会で校名が決定した。1982年4月6日に「旭川市立永山南小学校」（754名、18学級）が開校した。1983年12月に校舎第2期工事、1987年1月に校舎第3期工事が完了し、校舎が完成した。
年表
- 1980年（昭和55年）- 中学校新設促進期成会を結成[2]。
- 1981年（昭和56年）- 永山中学校分教場として校舎建築工事着工、校章・校歌制定[注 1]、校名決定[2]。
- 1982年（昭和57年）- 旭川市立永山南中学校が開校、グラウンド造成[2]。
- 1983年（昭和58年）- 校舎第2期工事完了[2]。
- 1987年（昭和62年）- 上川管内教育実践表彰、全国学校保健体育優良校を受賞、校舎第3期工事完了[2][3]。
- 1988年（昭和63年）- 吹奏楽部が旭川市教育奨励賞を受賞[2]。
- 1990年（平成2年）- 吹奏楽部が旭川市文化奨励賞を受賞[2]。
- 1995年（平成7年）- 実用英語検定学校奨励賞を受賞[2]。
- 2001年（平成13年）- 知的障害の特殊学級を設置[2]。
- 2007年（平成19年）- 全日本吹奏楽コンクール北海道予選にて吹奏楽部が特別演奏[2]。
- 2014年（平成26年）- 女子水泳選手が旭川市教育奨励賞と上川管内奨励賞を受賞[2]。

## 教育目標
- 「開拓 - 未来を開く逞しさを -」考える人 心豊かな人 たくましい人[4]

## 部活動
設置している部活動は以下の通り。成績は全国大会のみ掲載。

### 体育部
- 野球部
  - 全国中学校軟式野球大会 出場（1986年）[3]
- サッカー部
- ソフトテニス部（男子・女子）
  - 全国中学校ソフトテニス大会 出場（1987年）[3]
  - 中学生インドアソフトテニス選手権大会 出場（2013年、2014年）[2]
- 女子バレーボール部
  - 全日本中学校バレーボール選手権大会 出場（1986年）[3]
- 卓球部
  - 全日本卓球選手権
    - カデットの部 男子ダブルス、男子シングル出場（2017年）[2]

  - 全国中学校卓球大会
    - 男子個人出場（2018年）[6]
    - 女子団体出場（2022年）[2]
- バドミントン部（男子・女子）

- 男子バスケットボール部
- 剣道部 
  - 全国中学校剣道大会
    - 男子団体出場（2022年）[2]
    - 男子個人出場（1996年、2022年）[2]
    - 女子個人出場（2009年）[2]

### 文化部
- 吹奏楽部
  - 全日本吹奏楽コンクール
    - 金賞 5回（1987年 - 1989年、2022年、2024年）[2][3]
    - 銀賞 5回（2004年 - 2006年、2021年、2023年）[2]

  - 日本管楽合奏コンテスト 最優秀賞（2003年）[2]
- マンドリン部
  - こども音楽コンクール
    - 出場（1996年、2018年）[2]
    - 重奏の部 出場（2005年、2013年 - 2015年）[2]
    - 合奏第1部門 出場（2013年 - 2015年）[2]
- 書道部
  - 全国書画展覧会
    - 優秀学校賞（2005年）[2]
- 科学部
- 美術部
- 家庭部

### 個人
- スキー
  - 全国中学校スキー大会 出場（1987年、2016年）[2]
- 水泳
  - 全国中学校水泳競技大会 出場（2012年 - 2014年）[2]
    - 女子自由形200M 第2位（2014年）[2]
- 柔道
  - 全国中学校柔道大会 55㎏級出場（2016年）[2]

## 通学区域
通学区域は以下の通り。
- 新星町1丁目 - 5丁目
- 永山町2丁目 - 6丁目
- 永山北1条6丁目
- 永山北2条6丁目
- 永山北3条6丁目
- 永山北4条6丁目
- 永山1条1丁目 - 12丁目
- 永山2条1丁目 - 12丁目
- 永山3条1丁目 - 12丁目
- 永山4条1丁目 - 12丁目
- 永山5条1丁目 - 12丁目
- 永山6条1丁目 - 12丁目
- 永山7条1丁目 - 12丁目
- 永山8条1丁目 - 12丁目
- 永山9条1丁目 - 12丁目
- 永山10条1丁目 - 12丁目
- 永山11条1丁目 - 4丁目
- 永山12条1丁目 - 4丁目
- 永山13条2丁目 - 3丁目
- 永山14条3丁目
- パルプ町58番地1 - 3、59番地1

## 出身小学校
- 旭川市立永山南小学校[8]
- 旭川市立永山西小学校[8]
- 旭川市立正和小学校[8]

## 交通アクセス
鉄道
- JR石北本線南永山駅より徒歩22分。

バス
- 道北バス「永山10条8丁目」停留所下車、徒歩2分。